# مايك إبرامز
مايك إبرامز (بالإنجليزية: Mike Abrams)‏ هو عالم نفس أمريكي، ولد في 16 يوليو 1953.